# La fiaba della bella Melusina (ouverture)
La fiaba della bella Melusina (Konzert-Ouvertüre zum "Märchen von der schönen Melusine") è un'ouverture da concerto di Felix Mendelssohn (Op. 32), ispirata a Melusina, la fata delle acque.